# Profundidade de descarga
Profundidade de descarga (em inglês: Depth of Discharge, DoD) é a fração ou percentagem de carga retirada da bateria numa determinada descarga. É um método alternativo para indicar o Estado de Carga (SoC) de uma bateria. A Profundidade de Descarga (DoD) é o complemento do Estado de Carga (SoC): conforme um aumenta, o outro diminui.
Enquanto o Estado de Carga (SoC) é geralmente expresso em pontos percentuais (0% = vazio; 100% = cheio), a Profundidade de Descarga (DoD) é expressa usando unidades de Ah (por exemplo, para uma bateria de 50 Ah, 0 Ah é cheio e 50 Ah vazio) ou pontos percentuais (100% é vazio e 0% é cheio). A capacidade de uma bateria pode ser maior do que sua classificação nominal. Assim, é possível que o valor da profundidade de descarga exceda o valor nominal (por exemplo, 55 Ah para uma bateria de 50 Ah, ou 110%).
Em quase todas as tecnologias de baterias recarregáveis conhecidas, como baterias de chumbo-ácido de todos os tipos, como AGM, há uma correlação entre a Profundidade da Descarga e o Ciclo de Vida da bateria. A Profundidade de Descarga é definida como a quantidade total de energia que é descarregada de uma bateria, dividida pela capacidade nominal da bateria. A profundidade da descarga é normalmente expressa como uma porcentagem. Por exemplo, se uma bateria de 90 Ah é descarregada por 20 minutos a uma corrente constante de 50 A, a profundidade da descarga é:
(100% * (50A * ((20min / 60min) horas))) / 90Ah = (100% * (50A * 0,33h)) / 90Ah = (100% * 16,67Ah) / 90Ah = 1667% Ah / 90Ah = 18,52%.